# 利府町立利府第三小学校
利府町立利府第三小学校（りふちょうりつ りふだいさんしょうがっこう）は宮城県宮城郡利府町にある公立小学校。

## 教育目標
- 自ら学び，豊かな情操と創造性を備え，健康でたくましく生きる児童の育成[1]

## 沿革
- 1982年（昭和57年）4月 - 利府町立利府小学校より分離開校[2]

## 学区
- 春日、加瀬、森郷（いずれも利府小学校学区を除く） [3]

## 卒業後
- 利府中学校へ進学する [3] 。